# L'Ennemi de ma femme
Pour plus de détails, voir Fiche technique et Distribution.
L'Ennemi de ma femme (Il nemico di mia moglie) est un film italien réalisé par Gianni Puccini, sorti en 1959.

## Synopsis
Marco Tornabuoni est un arbitre de football qui traverse une période difficile avec sa femme Luciana : tous deux se sentent mutuellement délaissés, lui parce qu'il pense que sa femme est une consommatrice frénétique à l'américaine, elle parce qu'elle aimerait passer plus de temps avec son mari toujours occupé à arbitrer des matchs le week-end quand elle a du temps de libre. Grâce à son ami Peppino, Marco trouve un emploi dans l'agence de voyage où il travaille. Mais Marco est bientôt licencié après un malentendu causé par Peppino lui-même : comme Marco doit arbitrer un match un jour de semaine, Peppino le remplace au travail et envoie une famille d'Indiens à Bombay au lieu de Pompéi. Luciana parvient à faire embaucher Marco chez RCA, où elle travaille, mais il met le bazar dans les fiches de paie des employés et se fait de nouveau licencier.
Après une nouvelle querelle, Marco retourne chez son père Ottavio, un homme réactionnaire et bigot. Son père lui trouve un emploi à la bibliothèque Angelica, où il travaille avec Michele, le cousin de Marco devenu prêtre qui fait office de chauffeur et de secrétaire pour son oncle. Marco continue cependant à arbitrer en cachette de son père. Lors d'un voyage à l'étranger, il rencontre Giulia, une jeune fille qui semble s'intéresser au football et apprécier le métier d'arbitre. Pour éviter un scandale, Ottavio surmonte son snobisme et se rend chez les parents de Luciana, chez qui elle a déménagé entre-temps. Il demande à ses beaux-parents d'intercéder en sa faveur pour qu'elle revienne vivre avec lui. La seule chose qu'il obtient est la destruction de sa voiture, car le père de Luciana, Nando, est propriétaire d'une casse et garde son atelier sous la maison.
Entre-temps, Giulia essaie de convaincre Marco de truquer un match pour lui faire gagner de l'argent. En effet, elle se prétend très pauvre et la tant qu'elle a à charge avait investi toutes leurs économies dans un pari sur le résultat du match ; cependant, Marco découvre qu'il s'agit d'une escroquerie, abandonne Giulia et arbitre le match de manière loyale. Au retour du match, il est attaqué dans le train pour Rome par quelques supporters (probablement Giulia et son complice dans l'escroquerie). Luciana, apprenant la nouvelle, se précipite chez Ottavio pour voir son mari et lui fait signer une lettre de démission à remettre à l'Association italienne des arbitres ; Ottavio découvre entre-temps, en parlant au téléphone avec un cardinal, que son fils est arbitre et qu'il est aussi un bon arbitre. Il devient persuadé que c'est la bonne voie pour son fils, se fait remettre la lettre de démission et la déchire.

## Fiche technique
- Titre original : Il nemico di mia moglie
- Titre français : L'Ennemi de ma femme
- Réalisation : Gianni Puccini
- Scénario : Gianni Puccini, Bruno Baratti, Franco Castellano, Gino Mangini et Giuseppe Moccia
- Photographie : Gianni Di Venanzo
- Musique : Lelio Luttazzi
- Pays d'origine : Italie
- Format : Noir et blanc - 1,37:1 - Mono
- Genre : comédie
- Date de sortie : 1959

## Distribution
- Marcello Mastroianni : Marco Tornabuoni
- Giovanna Ralli : Luciana
- Memmo Carotenuto : Nando Terenzi, père de Lucia
- Luciana Paluzzi : Giulia
- Giacomo Furia : Peppino
- Riccardo Garrone : Michele
- Raimondo Vianello : Mister La Corata
- Andrea Checchi : Dr. Giuliani
- Teddy Reno : lui-même
- Vittorio De Sica : Ottavio Terenzi, père de Marco
- Gisella Sofio : travailleur
- Giuliano Gemma : fils de Nando Terenzi
- Nello Pazzafini